# Courtney Orlando
Courtney Orlando je americká houslistka. Byla členkou řady uskupení, mezi něž patří například Ensemble Signal, Trio Chimera a Alarm Will Sound. S posledním jmenovaným souborem hrála například díla Johna Cage, Franka Zappy, Edgarda Varèsa i Johna Calea (interpretoval jeho hudbu k filmu Kiss). V roce 2005 soubor nahrál album Acoustica, které obsahuje písně, které původně napsal elektronický hudebník Aphex Twin. Studovala na Eastman School of Music, kde se později věnovala také pedagogické činnosti. Tomu se věnovala i na Peabody Conservatory.